# Puccinellia argentinensis
Puccinellia argentinensis là một loài thực vật có hoa trong họ Hòa thảo. Loài này được (Hack.) Parodi miêu tả khoa học đầu tiên năm 1937.